# Giải đua ô tô Công thức 1 Monaco 2006
Giải đua ô tô Công thức 1 Monaco năm 2006 là chặng đua thứ bảy của giải vô địch thế giới Công thức 1 năm 2006. Giải được tổ chức vào ngày 28 tháng 5 năm 2006.

## Xếp hạng chi tiết
| TT      | Tên                  | Đội đua             | Thời gian                 | Điểm |
| ------- | -------------------- | ------------------- | ------------------------- | ---- |
| 1       | Fernando Alonso      | Renault             | 1 giờ 43 phút 43,116 giây | 10   |
| 2       | Juan Pablo Montoya   | McLaren             | +14,5 giây                | 8    |
| 3       | David Coulthard      | Red Bull            | +52,2 giây                | 6    |
| 4       | Rubens Barrichello   | BAR Honda           | +53,5 giây                | 5    |
| 5       | Michael Schumacher   | Ferrari             | +53,8 giây                | 4    |
| 6       | Giancarlo Fisichella | Renault             | +62,0 giây                | 3    |
| 7       | Nick Heidfeld        | BMW                 | +1 vòng                   | 2    |
| 8       | Ralf Schumacher      | Toyota              | +1 vòng                   | 1    |
| 9       | Felipe Massa         | Ferrari             | +1 vòng                   |      |
| 10      | Vitantonio Liuzzi    | Scuderia Toro Rosso | +1 vòng                   |      |
| 11      | Jenson Button        | BAR Honda           | +1 vòng                   |      |
| 12      | Christijan Albers    | Midland             | +1 vòng                   |      |
| 13      | Scott Speed          | Scuderia Toro Rosso | +1 vòng                   |      |
| 14      | Jacques Villeneuve   | BMW                 | +1 vòng                   |      |
| 15      | Tiago Monteiro       | Midland             | +1 vòng                   |      |
| 16      | Franck Montagny      | Super Aguri         | +3 vòng                   |      |
| 17      | Jarno Trulli         | Toyota              | +6 vòng                   |      |
| bỏ cuộc | Christian Klien      | Red Bull            | vòng 56                   |      |
| bỏ cuộc | Nico Rosberg         | Williams            | vòng 51                   |      |
| bỏ cuộc | Kimi Raikkonen       | McLaren             | vòng 50                   |      |
| bỏ cuộc | Mark Webber          | Williams            | vòng 48                   |      |
| bỏ cuộc | Takuma Sato          | Super Aguri         | vòng 46                   |      |